# Processi di Białystok
I processi di Białystok indicano una serie di processi, ufficialmente NSG-Verfahren, tenuti tra il 1950 e il 1970 nella Repubblica Federale Tedesca contro alcuni membri dell'Ordnungspolizei accusati delle violenze commesse principalmente nel distretto di Białystok.
I procedimenti tenuti davanti ai tribunali regionali di Bielefeld e Wuppertal sono stati considerati come facenti parte dei processi di Białystok in senso stretto; in senso più ampio, sono stati inclusi anche alcuni procedimenti penali tenuti in altre città tedesche. Il materiale raccolto per celebrare i processi fu inizialmente trascurato dalle fonti storiche: solo dagli anni sessanta, questi procedimenti penali sono diventati oggetto di ricerca storica riconoscendone così il loro valore.

## L'assassinio degli ebrei di Białystok
Nel 1939, nel distretto di Białystok vivevano circa 240.000 ebrei. All'inizio della guerra, la città di Białystok contava oltre 100.000 abitanti, di cui più della metà erano ebrei. Ciò rendeva Białystok la città con la più alta percentuale di cittadini ebrei dell'Europa orientale e un importante centro di vita ebraica. Dopo l'invasione tedesca della Polonia, Białystok fu occupata dalla Wehrmacht il 19 settembre 1939 e quindi consegnata all'Armata Rossa una settimana dopo. Nei 21 mesi seguenti, la popolazione ebraica della città continuò a crescere per l'arrivo dei numerosi ebrei nel Governatorato Generale in fuga dalla persecuzione tedesca.
L'Operazione Barbarossa iniziò il 22 giugno 1941, la mattina del 27 giugno 1941, la città di Białystok fu occupata dalle unità dell'Ordnungspolizei, dando immediatamente il via all'assassinio sistematico della popolazione ebraica usando le fucilazioni: i responsabili di questi crimini furono l'Einsatzkommando 8 e 9 dell'Einsatzgruppe B; i battaglioni di polizia 309, 316 e 322; le unità della Sicherheitspolizei e del Sicherheitsdienst oltre alla Wehrmacht stessa. Nel pomeriggio del 27 giugno 1941, centinaia di ebrei furono condotti nella Grande Sinagoga di Białystok, le uscite furono bloccate e l'edificio fu incendiato: centinaia di persone morirono bruciate vive e un gran numero di ebrei furono fucilati. Tra luglio e settembre 1941, furono uccisi almeno 31.000 ebrei del distretto di Białystok. I sopravvissuti furono ammassati nei ghetti, tra cui quello di Bialystok istituito il 1º agosto 1941, e costretti ai lavori forzati nei diversi impianti industriali situati nei dintorni.
Nel febbraio 1943, circa 10.000 residenti del ghetto di Białystok furono deportati nel campo di sterminio di Birkenau e nel campo di sterminio di Treblinka dove quasi tutti furono uccisi: più di 1.000 abitanti del ghetto furono fucilati a Białystok. Grazie alla produzione industriale del ghetto, i comandanti della Sicherheitspolizei e del Sicherheitsdienst nel distretto di Białystok, Wilhelm Altenloh e il suo successore Herbert Zimmermann, si erano inizialmente battuti per il mantenimento del ghetto ma, per le pressioni e per la forte influenza di Odilo Globocnik, Zimmermann cambiò idea. Nell'agosto e nel settembre 1943, il ghetto fu "evacuato" e i suoi abitanti furono deportati in vari campi di sterminio e di lavoro.
Durante tutto il periodo dell'occupazione tedesca, nel distretto di Białystok si verificarono numerosi crimini di cui furono vittime sia singoli ebrei, presunti partigiani o prigionieri di guerra, fino a diverse migliaia di ebrei.

## Processo di Bielefeld

### Procedimento contro Herbert Zimmermann
Herbert Zimmermann fu KdS (comandante della Sicherheitspolizei e del Sicherheitsdienst) nel distretto di Białystok dal giugno 1943 fino alla ritirata dell'Armata Rossa nel luglio 1944. In questa veste fu vice comandante dell'Einsatzgruppe B e, in quanto tale, fu coinvolto in numerosi omicidi di ebrei e in altri crimini.

#### Omicidio del comandante della polizia di Friburgo
Dal novembre 1944, Zimmermann fu comandante della Sicherheitspolizei e del Sicherheitsdienst di Metz, e dall'aprile 1945 il suo ufficio si trovava a St. Peter, vicino a Friburgo; fu responsabile dell'omicidio del comandante della polizia di sicurezza di Friburgo perché si era rifiutato di partecipare alla creazione di un gruppo Werwolf; fu giustiziato il 24 aprile 1945 nella foresta di Mischenrieder, vicino a Starnberg. Zimmermann e altri tre membri dell'Ordnungspolizei di Friburgo furono processati presso il Tribunale Regionale di Monaco II già nel 1954. Tutti gli imputati furono assolti il 7 luglio 1954 per mancanza di prove. La conoscenza delle attività di Zimmermann nella Polonia occupata ottenuta durante questo processo non fu utilizzata dalla Procura di Monaco.

#### Omicidio dei detenuti nel carcere di Białystok
La dichiarazione di un testimone durante il processo agli Einsatzgruppen, secondo cui un membro del comando aveva fatto fucilare cento prigionieri nella prigione di Białystok senza regolare processo, portò all'avvio di una indagine preliminare contro Zimmermann per omicidio. Secondo altre testimonianze, a metà del 1944 un gruppo di prigionieri fu caricato su un camion nel cortile della prigione di Białystok e poi abbattuto con una mitragliatrice da un membro dell'Ordnungspolizei a tre chilometri di distanza dalla periferia della città. Il 2 maggio 1958, la Procura di Bielefeld richiese un'indagine preliminare, poi aperta il giorno successivo. L'accusa nei confronti di Zimmermann fu di aver "consapevolmente e deliberatamente colluso con i governanti nazionalsocialisti per ordinare o tollerare la fucilazione di massa di oltre 100 persone detenute per motivi futili, in modo subdolo, crudele e con mezzi pericolosi per il pubblico, nonostante fosse obbligato a impedirlo".
Il 3 aprile 1959, il pubblico ministero chiese il mandato d'arresto contro Zimmermann: inizialmente rifiutato dal Tribunale regionale di Bielefeld, in seguito a un ricorso della Procura fu accolto dal Tribunale superiore di Hamm il 17 aprile 1959 e Zimmermann fu sottoposto a custodia cautelare. L'atto di accusa fu emesso il 14 agosto 1959, accusando Zimmermann di aver "ucciso a tradimento e deliberatamente circa 100 persone insieme ad altri autori" il 15 luglio 1944. Il pubblico ministero di Hamm riteneva che fosse soddisfatto anche il criterio di crudeltà dell'omicidio. Inoltre, riteneva che Zimmermann fosse l'esecutore principale e non solo un semplice partecipante al reato ma decise comunque di non modificare l'atto d'accusa, poiché questi aspetti potevano essere chiariti durante il processo. Sebbene l'accusa abbia ipotizzato che gli assassinati fossero ebrei, non classificò la polizia nel contesto dell'omicidio degli ebrei di Białystok. L'affermazione di numerosi imputati, nel frattempo smentita dalla ricerca storica, secondo cui il compito principale della Sicherheitspolizei fu quello di combattere la resistenza e i partigiani, non fu messa in discussione.
Il 2 ottobre 1959, la IV Camera penale del Tribunale regionale di Bielefeld decise di avviare il procedimento, il primo giorno del processo fu il 16 novembre. Durante i quattro giorni successivi non arrivarono né le trascrizioni delle deposizioni dei testimoni e degli imputati, né le arringhe dell'accusa e della difesa. Lo svolgimento del processo può quindi essere ricostruito solo dai resoconti della stampa. Il testimone che aveva dato il via alle indagini era morto l'anno precedente e un altro testimone importante non aveva potuto viaggiare dalla Polonia. Mentre la Procura chiedeva dieci anni di carcere e cinque anni di perdita dei diritti civili per omicidio colposo, la difesa chiedeva l'assoluzione. Il verdetto di assoluzione nei confronti di Zimmermann fu emesso il 25 novembre 1959.
L'accusa non era riuscita a dimostrare che solo Zimmermann poteva aver dato l'ordine di sparare: la camera penale era convinta che almeno 25 prigionieri fossero stati effettivamente fucilati e che tale fucilazione avrebbe potuto essere ordinata da Zimmermann solo se fosse stato presente sul posto, ma tuttavia non è stato possibile stabilire con certezza che fosse a Białystok al momento del reato. La presentazione delle prove è stata fortemente ostacolata dal fatto che nel procedimento potevano essere utilizzate quasi esclusivamente le dichiarazioni dei testimoni. L'unica testimone che era stata prigioniera nel carcere di Białystok all'epoca del reato è stata considerata inaffidabile e nelle motivazioni della sentenza è stata descritta come "mezza ebrea": le incoerenze nella sua testimonianza non furono attribuite alle sue esperienze traumatiche ma furono invece spiegate con le sue "radici nell'ebraismo" e la sua "simpatia per i polacchi".
Anche durante il precedente processo contro Zimmermann, la Procura di Bielefeld e l'Ufficio Centrale delle Amministrazioni Statali della Giustizia per le indagini sui crimini nazionalsocialisti, fondato solo l'anno precedente, avviarono nuove indagini sugli omicidi e sugli altri reati sulla base di informazioni provenienti dalla Polonia, che furono dirette anche contro altri membri del Sicherheitspolizei del distretto di Białystok e sfociarono nel Processo di Bielefeld dal 1966 al 1967.

### Il processo in dettaglio

#### Reati
Il processo di Bielefeld è noto anche come "processo Zimmermann". Herbert Zimmermann fu accusato di aver "consapevolmente assistito a un gran numero di uccisioni" dal suo arrivo a Białystok nel giugno 1943. Aveva organizzato la violenta "evacuazione" del ghetto di Białystok permettendo l'uccisione sul posto degli ebrei malati, mentre coloro considerati non idonei al lavoro furono trasferiti per un "trattamento speciale": di questi, almeno 15.000 furono uccisi con il gas nel campo di sterminio di Treblinka e diverse centinaia di bambini ebrei furono deportati da Białystok nel campo di Theresienstadt pur sapendo delle conseguenze letali e quindi contribuendo alla loro morte.
Il processo è uno dei circa 20 processi celebrati nella Repubblica Federale e nella DDR in merito alle deportazioni della popolazione ebraica.

#### Indagine e incriminazione
L'Ufficio Centrale delle Amministrazioni Statali della Giustizia di Ludwigsburg indagò sui crimini avvenuti nel distretto di Białystok fin dal 1960. Le procure di Bielefeld, Hagen e Colonia furono invitate a indagare sugli ultimi accusati e su altri 30 sospetti. Poiché tutti i reati erano collegati alle attività del comandante KdS nel distretto di Białystok, l'Ufficio centrale suggerì ripetutamente di unire le indagini, nonostante la resistenza della Procura di Colonia: solo nell'aprile 1961 le indagini furono riunite dalla Procura generale di Hamm e trasferite alla Procura di Bielefeld.
Il 17 agosto 1961, sulla base delle nuove accuse, fu emesso un mandato di arresto per Herbert Zimmermann a cui si diede seguito il 25 agosto. A questo punto, Zimmermann era già a conoscenza delle nuove indagini da mesi, grazie a una pubblicazione sulla rivista Tabu della DDR. A causa di una malattia cardiaca che richiedeva un trattamento ospedaliero, a Zimmermann fu inizialmente concessa la libertà condizionata dal giugno 1963.
Il 25 settembre 1961, il Ministero della Giustizia dello Stato della Renania Settentrionale-Vestfalia trasferì tutte le indagini su Białystok all'Ufficio centrale di Dortmund, per il trattamento dei crimini di massa nazionalsocialisti. Questo ufficio centrale trattò quasi 200 indagini contro i membri della KdS di Białystok fino al 1964, di cui più di 100 furono archiviate per vari motivi.
Il 15 dicembre 1964, l'Ufficio Centrale presentò presso il Tribunale Regionale di Bielefeld un atto di accusa contro Herbert Zimmermann, il suo predecessore Wilhelm Altenloh e i membri della Polizia di Sicurezza Richard Dibus, Heinz Errelis, Hermann Bloch e Lothar Heimbach. Gli imputati furono accusati di aver favorito l'omicidio di almeno 16.000 persone tramite la deportazione nei campi di concentramento e sterminio di Auschwitz, Treblinka e Majdanek nel 1943. Gli imputati Errelis, Bloch e Dibius furono accusati di diversi reati di omicidio. Herbert Zimmermann si suicidò il 31 dicembre 1965, due giorni dopo che il tribunale distrettuale di Bielefeld aveva emesso il mandato di arresto. Anche Hermann Bloch si sottrasse al procedimento suicidandosi.

#### Udienza
Il processo contro gli altri quattro imputati si svolse dal 23 marzo 1966 fino all'annuncio del verdetto, il 14 aprile 1967. Un confronto con il processo di Francoforte rivela le dimensioni del procedimento: mentre a Francoforte furono ascoltati 356 testimoni e otto periti in 134 giorni di processo in un anno e mezzo, a Bielefeld furono ascoltati 194 testimoni e cinque periti in 101 giorni di processo in circa un anno.
Durante il processo furono ascoltati numerosi testimoni sopravvissuti alle persecuzioni nazionalsocialiste o coinvolti nell'occupazione tedesca della Polonia come membri di unità o reparti tedeschi. Tra i testimoni vi fu Werner Best, SS-Obergruppenführer, politico del NSDAP e, fino alla fine del 1940, capo dell'Ufficio I (Organizzazione, Amministrazione e Diritto) dell'Ufficio Centrale della Sicurezza del Reich, che aveva proposto la formazione delle Einsatzgruppen. Un altro testimone di alto livello fu Friedrich Brix, dal gennaio 1942 "rappresentante permanente" del Gauleiter di Białystok, Erich Koch, vice capo dell'amministrazione civile e all'epoca del processo giudice della corte sociale di Lüneburg.
Tutti gli imputati furono condannati a diversi anni di carcere per favoreggiamento dell'omicidio in decine di migliaia di casi: Wilhelm Altenloh otto anni, Richard Dibus cinque anni, Heinz Errelis sei anni e mezzo e Lothar Heimbach nove anni. I reati contenuti nell'accusa non poterono essere provati contro gli imputati e furono quindi assolti da questi capi d'accusa. Le sentenze furono confermate in appello davanti alla Corte Suprema Federale e rese definitive il 5 febbraio 1970.

#### Ricezione
Poco prima dell'udienza principale del processo si concluse il processo di Francoforte. I processi di Auschwitz furono seguiti con grande attenzione dall'opinione pubblica, anche grazie alla presenza delle numerose testate giornalistiche nazionali a Francoforte. Al contrario, il processo di Bielefeld fu a malapena notato a livello locale e per nulla seguito a livello nazionale.
La situazione fu diversa invece nella DDR. La richiesta di chiamare Herbert Zimmermann a rispondere dei suoi crimini fu avanzata alla Procura di Bielefeld dai redattori della rivista Tabu: il 27 gennaio 1960, il caporedattore della rivista annunciò in una lettera alla Procura che nel numero di aprile sarebbe apparso un articolo del giornalista polacco Aleksander Omiljanowicz sui crimini commessi da Zimmermann. Lui stesso e la redazione si dichiararono disposti a sostenere qualsiasi tribunale tedesco disposto a processare nuovamente Zimmermann.

#### Il processo nella ricerca storica contemporanea
Il processo è stato ampiamente dimenticato dopo la sua conclusione e i fascicoli non sono stati accessibili per decenni. Beate e Serge Klarsfeld hanno voluto pubblicare alcuni fascicoli del processo di Bielefeld per attirare l'attenzione sul valore contenuto nei fascicoli giudiziari per la ricerca sulla Shoah. A metà degli anni Ottanta, i Klarsfeld riuscirono a pubblicare una piccola parte dei fascicoli, per un totale di 270 volumi. Questa porzione della collezione riguarda quasi esclusivamente i crimini nazisti avvenuti nella città di Hrodna. La pubblicazione fu possibile solo grazie al sostegno dell'imprenditore Felix Zandman, salvatosi perché tenuto nascosto dai polacchi per due anni dopo l'evacuazione del ghetto di Grodno e che testimoniò nel processo di Bielefeld.
La prima trattazione storica del processo di Bielefeld fu una tesi di laurea magistrale del 1995, in cui furono analizzate alcune testimonianze selezionate per utilizzarle nella ricerca sull'Olocausto. Nel 1999, lo storico Christian Gerlach ha attinto ai documenti del processo per la sua dissertazione Die deutsche Wirtschafts- und Vernichtungspolitik in Weißrussland 1941-1944.
Nel 2003, la Bielefelder Verlag für Regionalgeschichte pubblicò un'antologia in cui diversi autori descrivono dettagliatamente i crimini nazionalsocialisti nel distretto di Białystok e il processo relativo. Il volume comprende anche un CD-ROM con immagini storiche della città di Białystok e della persecuzione degli ebrei, nonché una serie di registrazioni del processo. L'esperto di diritto penale e filosofo del diritto di Francoforte Lorenz Schulz ha sostenuto nel suo contributo che il processo di Bielefeld è adatto come un esempio di "risultati costruttivi" dell'attribuzione penale a causa del basso livello di attenzione pubblica. Esiste una connessione interna tra il ricordo collettivo in una democrazia e la determinazione della responsabilità individuale nel diritto penale.

## Processo di Wuppertal
Il processo di Wuppertal fu particolare per diversi aspetti: si trattò della prima grande operazione di omicidio condotta da un'unità di polizia durante la seconda guerra mondiale. Fin dalle fasi iniziali rivelò il coinvolgimento e la volontà nella perpetrazione dei crimini delle truppe ausiliarie di supporto, oltre le "unità speciali" delle SS o dello SD già coinvolte, mentre allo stesso tempo fu compiuto uno sforzo maggiore nell'indagare su questi crimini e punirli attraverso i tribunali.
Appena cinque giorni dopo l'inizio della campagna contro l'Unione Sovietica, il 27 giugno 1941, furono commessi i primi crimini da parte del Battaglione 309 della polizia di Colonia. In termini organizzativi, essi si svolsero in modo del tutto indipendente dalle azioni simultanee dello SD e, non essendoci reali prove di un "ordine dall'alto", molto probabilmente si verificarono di propria iniziativa e con la connivenza dei superiori della Wehrmacht: circa 2.000 persone furono vittime di questi crimini.
Nel processo tenuto a Wuppertal dall'ottobre 1967 al marzo 1968, furono inizialmente processati 14 imputati, tutti appartenenti al Battaglione di Polizia 309, creato dal Battaglione di Addestramento della Polizia di Colonia e composto principalmente da agenti di polizia di circa 32 anni di età, aggregato al Reggimento di Sicurezza 2 sotto il comando del colonnello Martin Ronicke.

### Reati
Gli eventi legati ai crimini possono essere ricostruiti in modo abbastanza preciso grazie all'ampio lavoro investigativo, al materiale processuale e alle testimonianze di circa 200 testimoni (tra cui soprattutto ex membri del battaglione, ma anche ebrei sopravvissuti).
Prima dell'occupazione della città, i comandanti di compagnia del battaglione erano stati informati degli obiettivi dell'operazione dal loro comandante di battaglione, il maggiore della Schutzpolizei Ernst Weis, attraverso l'ordine del giorno del tenente generale Johann Pflugbeil, comandante della 221ª Divisione di Sicurezza, alla quale erano subordinati il reggimento e i suoi battaglioni.
Durante la lettura dell'ordine del giorno, che conteneva anche l'ordine del commissario e il decreto del Führer sull'inizio dell'Operazione Barbarossa, il comandante della 3ª compagnia, il tenente Rolf-Joachim Buchs, lesse solo il testo dell'ordine. Il capitano Hans Behrens, comandante della 1ª compagnia, aggiunse la propria interpretazione all'ordine: i suoi soldati dovevano essere pronti a uccidere tutti gli ebrei, indipendentemente dall'età o dal sesso, nell'ambito della lotta contro il bolscevismo e l'ebraismo. Se fossero arrivati a Białystok, avrebbero ucciso tutti gli ebrei presenti sul posto. Il 27 giugno 1941, Białystok fu occupata dalla 1ª e dalla 3ª compagnia del battaglione quasi senza combattere. Secondo gli ordini ricevuti, il battaglione aveva il compito di "liberare la città di Białystok dalle truppe russe disperse e dalla popolazione antitedesca".
I primi attacchi e atti di violenza ebbero luogo già dal primo giorno, non appena il battaglione entrò in città: ad esempio, un uomo in età militare fu condotto sotto la minaccia di una pistola da un membro del battaglione e fucilato in presenza della moglie. Secondo le dichiarazioni dei membri del battaglione, il colpevole fu Wilhelm Schaffrath. La mattina dello stesso giorno, il quarto plotone della prima compagnia del battaglione ricevette l'ordine di perlustrare la città alla ricerca dei soldati dell'Armata Rossa dispersi. Quattro soldati furono catturati durante la ricerca e uccisi da Friedrich Rondholz, che si trovava lì per caso, con colpi di pistola in rapida successione.

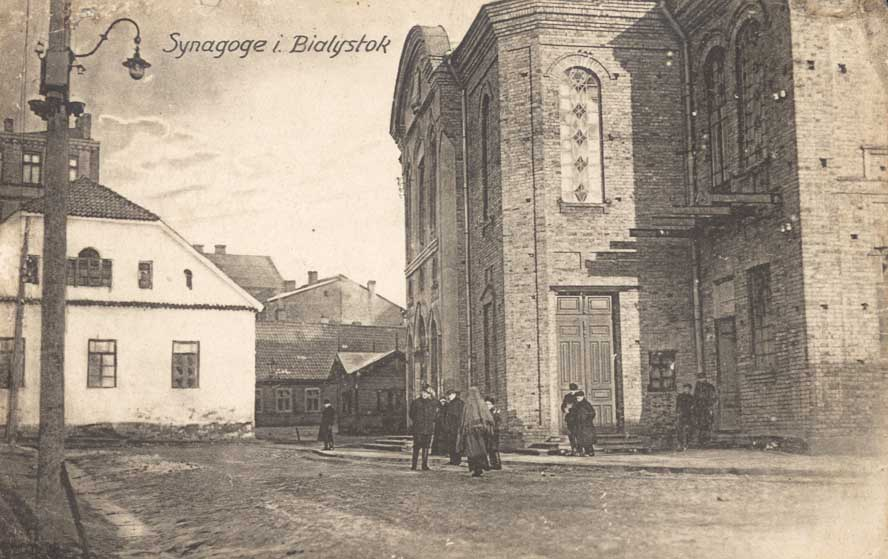
La Grande Sinagoga di Białystok, teatro dell'omicidio di massa del 27 giugno 1941.

Nella tarda mattinata, il comandante del battaglione Weis ordinò di perlustrare il quartiere ebraico intorno alla sinagoga principale e di arrestare tutti gli uomini in grado di lavorare. I comandanti Behrens e Buchs, rispettivamente della 1ª e della 3ª compagnia, ordinarono a loro volta i rastrellamenti e le perquisizioni nelle zone del centro cittadino abitate da ebrei. Le incursioni furono condotte principalmente dalla 3ª compagnia e il piazzale della sinagoga fu designato come punto di raccolta per gli ebrei.
La procedura fu caratterizzata da un'estrema brutalità. Gli ebrei ortodossi venivano cacciati dalle loro case con calci e colpi di fucile: ad alcuni veniva tagliata la barba, altri erano costretti a ballare o a gridare «Io sono Gesù Cristo» con le braccia tese. I ritardi nell'apertura delle porte degli appartamenti o delle stanze portavano direttamente all'uso di bombe a mano per farle saltare. Heinrich Schneider, capo del 4º plotone della 3ª compagnia, si distinse per la sua particolare brutalità. Durante i raid, sparò personalmente a numerosi ebrei, compresi i bambini, nelle loro case o per strada e li fece uccidere dai membri del plotone con raffiche di fucile e con colpi mirati al collo. Secondo quanto emerso in seguito, il comandante Buchs era pienamente informato delle azioni in corso, ma non le fermò nonostante la sua autorità.
Il comandante della 1ª Compagnia, il capitano Behrens, dal canto suo non fu meno brutale. Da fervente nazionalsocialista qual era e da ufficiale elogiato come "cavallo di battaglia", noto come "Papa Behrens" tra i suoi subordinati, selezionò arbitrariamente gli ebrei dalla folla davanti alla sinagoga e li fece fucilare lontano dalla piazza, alla periferia della città e nel parco del palazzo del governatorato. Il tenente generale Pflugbeil si lamentò prontamente con il capitano Behrens delle fucilazioni anche se il motivo reale del reclamo non erano le esecuzioni, ma la "fastidiosa" vicinanza alla sede della divisione. Nel pomeriggio, almeno 500-700 ebrei, tra cui donne e bambini, furono condotti nella Grande Sinagoga di Białystok e rinchiusi dai membri del Battaglione di Polizia 309. Heinrich Schneider fece in modo che la sinagoga, in cui erano stati precedentemente trasportati barili e taniche di benzina, fosse incendiata. Le numerose persone presenti udirono inizialmente un canto corale proveniente dall'interno della sinagoga, che si trasformò poi in un grido polifonico di aiuto. Le persone che cercarono di fuggire dalla sinagoga furono uccise a colpi di mitragliatrice del battaglione di polizia, chi cercò di fuggire dalle finestre dei piani superiori fu ucciso da colpi di pistola e di fucile. Buchs fu presente per tutto il tempo, smise di sparare solo dopo che non si udirono più segni di vita, dopo l'omicidio il comandante del battaglione e il suo aiutante ispezionarono la scena. I corpi nella sinagoga ancora riconoscibili, così come gli altri cadaveri del quartiere ebraico, furono recuperati e sepolti in fosse comuni. I membri della Divisione di Sicurezza 221 cercarono di determinare la causa dell'incendio, ma poiché gli ufficiali del battaglione si coprivano a vicenda queste indagini furono infruttuose. Il maggiore Weis dichiarò in un rapporto che un cannone anticarro aveva appiccato il fuoco alla sinagoga.
Behrens, Buchs e Schneider furono insigniti della Croce di Ferro di 2ª classe dal tenente generale Pflugbeil l'11 luglio 1941 per il loro "operato" durante l'occupazione di Białystok. Le azioni del battaglione di polizia furono elogiate ai massimi livelli: nell'ordine del battaglione datato 18 luglio 1941, Erich von dem Bach-Zelewski, Höhere SS- und Polizeiführer in Russia e uomo di Himmler, si congratulò espressamente con il comandante Weis per il coraggio dimostrato dal battaglione 309 e si dichiarò orgoglioso "che questi valorosi ufficiali e uomini appartenessero alla polizia tedesca". Dal 17 settembre al 3 ottobre 1941, la 3ª Compagnia del Battaglione di Polizia 309 era di stanza a Dobrjanka e, durante questo periodo, fu perquisito un villaggio della regione: dopo che Wilhelm Schaffrath finse il ritrovamento di munizioni, su istruzioni di Hans Schneider, furono fucilati almeno 25 ebrei maschi tra cui un ragazzo di circa 14 anni.

### Indagini
Le prime indagini contro il Battaglione di Polizia 309 furono avviate già alla fine del 1959. L'Ufficio Centrale delle Amministrazioni Giudiziarie per l'Indagine sui Crimini Nazionalsocialisti di Ludwigsburg, fondato nel dicembre del 1958, si occupò in modo significativo delle indagini sui crimini nazionalsocialisti ed ebbe un grande successo nell'identificare gli autori dei crimini nazisti che non potevano più essere perseguiti per le leggi sull'impunità del 1949 e del 1954 nella Repubblica Federale Tedesca e dell'ampia inversione di tendenza delle misure di epurazione alleate. Poiché l'Ufficio centrale, nonostante l'enorme successo legato alle 400 indagini preliminari avviate nel primo anno, non era un'autorità giudiziaria, trasmetteva i risultati delle sue indagini agli uffici competenti secondo il luogo di residenza degli accusati.
Il Battaglione di Polizia 309 fu posto sotto esame durante le indagini contro Erich von dem Bach-Zelewski. Durante gli interrogatori dei membri del Battaglione di Polizia 322, emersero le prime prove concrete sul ruolo avuto dal Battaglione 309 e dal suo comandante Weis. Durante l'interrogatorio, Weis ammise che lui e il suo battaglione erano stati di stanza a Białystok il 27 giugno 194, ma non ricordò alcun raid o incendio di sinagoga. Aveva solo sentito "voci" sulle fucilazioni degli ebrei non effettuate dal suo battaglione ma dal Battaglione 322.
Nonostante questa falsa testimonianza, l'Ufficio centrale fu in grado di stabilire la responsabilità del Battaglione di polizia 309 in un rapporto provvisorio dell'aprile 1960. Inizialmente fu indagato "solo" il reato di complicità nell'omicidio, ma le ulteriori indagini furono finalizzate a provare il reato di omicidio. L'Ufficio centrale fu sottoposto a forti pressioni in quanto la complicità nell'omicidio sarebbe caduta in prescrizione l'8 maggio 1960, e per questo motivo l'ufficio del pubblico ministero avviò le indagini in tempo utile prima della scadenza, durante le quali furono interrogati circa 100 imputati.

#### Resistenza alle indagini da parte della polizia
Mentre la reazione contro la revisione giuridica dei crimini nazionalsocialisti era già riconoscibile in gran parte della società, la resistenza tra le forze di polizia alle indagini contro ex colleghi o colleghi attivi fu ancora più forte. Le indagini furono in parte sabotate dalla polizia e delegittimate: uno dei principali istigatori contro i due investigatori nei ranghi della Questura di Colonia aveva prestato servizio nella 1ª Compagnia del Battaglione 309 ed era stato presente all'incendio della sinagoga.
La collusione tra gli ex membri del Battaglione 309 in merito alle loro dichiarazioni è stata in seguito confermata dalle ricerche; in questo senso Willy Papenkort, maggiore della polizia di Essen in pensione, svolse un ruolo chiave: insieme ad un gruppo di ex agenti di polizia si erano riuniti nel 1964 per consigliare i colleghi che erano stati interrogati come testimoni o imputati nei procedimenti dell'NSG e per sviluppare strategie di discolpa e di difesa adeguate. Neanche il processo contro Papenkort della primavera del 1967 pose fine a questo "aiuto dei compagni".

#### Indagini contro Heinrich Schneider
Tra il gennaio 1963 e il 1967, Schneider fu interrogato 16 volte. Nel corso degli interrogatori, Schneider cercò inizialmente di minimizzare il suo contributo nei crimini e di dipingersi come un semplice destinatario degli ordini. All'inizio confessò di aver frequentato e tenuto corsi di formazione sull'ebraismo e sul bolscevismo. Fece riferimento alle linee guida emanate all'inizio della guerra per il trattamento dei commissari politici e della popolazione civile, che per lui qualificavano senza dubbio anche gli ebrei come nemici. Sebbene non ci fossero state istruzioni scritte sulle misure di sterminio da utilizzare contro la popolazione locale e in particolare contro gli ebrei, le truppe erano state spinte in questa direzione. Affermò che la sua unica grande colpa era stata quella di essere stato solo un ozioso spettatore dell'incendio della sinagoga. Queste affermazioni si rivelarono ben presto affermazioni protettive e l'"ammissione" della sua passività una sfacciata bugia.
Sotto la forte pressione psicologica, la strategia difensiva crollò rapidamente nonostante i consigli di Papenkort. Alla domanda su come Schneider potesse continuare ad agire indisturbato di fronte alle sparatorie e alle suppliche di donne e bambini, Schneider, combattuto tra l'autocommiserazione e il rimorso, rispose che non c'era spazio per "tali emozioni" proprio a causa del suo orientamento ideologico. Il sospetto di omicidio premeditato per motivi razzisti fu rapidamente avvalorato e Schneider fu preso in custodia nel maggio 1963 e vi rimase fino all'inizio del 1966.

#### Indagini contro Rolf-Joachim Buchs
L'ex comandante della compagnia di Schneider, Rolf-Joachim Buchs, si dimostrò incomparabilmente più resistente durante gli interrogatori. Come ufficiale della 131ª, nel frattempo era tornato in servizio come ispettore capo della polizia anti-sommossa di Wuppertal e come istruttore presso la scuola di polizia di Düsseldorf. La promozione a consigliere di polizia fu impedita dalle indagini alla fine del 1962, ma la sospensione effettiva dal servizio non ebbe luogo fino al marzo 1966. Inizialmente si difese anche con la strategia secondo cui le istruzioni ai suoi subordinati sull'imminente "lotta contro il bolscevismo e l'ebraismo internazionale" erano state eseguite su istruzioni superiori, anche se non era stato impartito l'ordine di sparare ai civili e soprattutto agli ebrei "sul posto".
Buchs cercò di respingere le accuse e di relativizzare la sua responsabilità personale di comandante fornendo date e sequenze di azioni fuorvianti. Affermò di essere arrivato a Białystok solo nel pomeriggio del 27 giugno 1941, quando l'incendio della sinagoga era già avvenuto. Di fronte alle dichiarazioni degli altri imputati, questa costruzione basata sulle menzogne si sgretolò gradualmente e Buchs fu costretto a correggere le sue dichiarazioni. I successivi sette interrogatori rivelarono che Buchs era pienamente coinvolto negli omicidi, ma senza averli iniziati direttamente, che non fece nulla per impedire i crimini di Schneider e che successivamente non mostrò alcun interesse nel perseguire i responsabili.
Schaplow e Woywod giunsero alla conclusione che Buchs non fu tanto influenzato dalle motivazioni razziste o ideologiche, ma quanto dalla necessità di non attirare l'attenzione dei superiori o dei subordinati o di non mostrare alcun tipo di debolezza. Ciononostante, non ebbe dubbi sul fatto che Buchs fosse d'accordo con gli obiettivi ideologici della guerra di sterminio. Non c'era alcun segno di rimorso o di consapevolezza per aver commesso un errore. Per loro Buchs, pur condividendo in linea di principio l'ideologia nazista, non era, a differenza di Schneider, un fanatico ideologo che abusava del suo potere, ma un carrierista e un opportunista che cercava di ottenere il riconoscimento dei suoi subordinati e dei suoi superiori. Il suo contributo all'escalation degli omicidi e delle violenze risiedeva in particolare nella connivenza dei suoi subordinati, una valutazione che si riflette chiaramente nelle due successive sentenze e nelle loro giustificazioni.

### Atto d'accusa
Dopo il completamento delle indagini preliminari, il capo dell'Ufficio centrale di Dortmund per il trattamento dei crimini di massa nazionalsocialisti, emise nell'aprile 1965 una richiesta di mandato d'arresto contro Rolf-Joachim Buchs, Hans Behrens e altri due ex membri del battaglione, che nel caso di Buchs fu eseguito solo cinque mesi dopo. Buchs fu rilasciato con la condizionale all'inizio del 1966, così come Heinrich Schneider, che era già in custodia dal maggio 1963. Contemporaneamente furono consegnati al giudice istruttore incaricato i fascicoli dell'inchiesta, compresi i protocolli degli interrogatori e 225 fotografie di Białystok e dei membri del battaglione di polizia 309 che erano rilevanti come prova: alcune delle foto mostravano anche la sinagoga in fiamme.
Nell'aprile 1967, l'Ufficio centrale ridusse il numero degli accusati da 23 a 14 e raccomandò che venissero formulate delle accuse. Le indagini sugli altri 162 ex membri del battaglione si conclusero senza che venissero formulate delle accuse, comprese quelle contro il comandante del battaglione Ernst Weis morto nel 1964.
L'accusa consisteva in un fascicolo di 168 pagine ed era diretta contro i 14 imputati. Tutti gli imputati erano ex membri del Battaglione di Polizia 309, compresi i tre comandanti di compagnia Hans Behrens, Johann Höhl e Rolf-Joachim Buchs. Molti degli imputati erano tornati in servizio attivo di polizia, alcuni anche in posizioni più elevate; altri esercitavano professioni al di fuori delle forze di polizia o vivevano come pensionati. Oltre alle biografie, il documento comprendeva una panoramica delle prove e un elenco di tutti i 200 testimoni ascoltati, per lo più membri del battaglione ma anche ebrei sopravvissuti residenti a Białystok. Il documento era integrato da una perizia del professor Hans Buchheim, che aveva lavorato in questa veste anche nel processo di Francoforte.
Le accuse comprendevano l'omicidio, la complicità in omicidio e l'incendio doloso, non tutti gli imputati erano accusati di essere coinvolti per tutti i singoli reati:
- Omicidio di un civile durante l'invasione di Białystok il 27 giugno 1941: Wilhelm Schaffrath;
- Omicidio di quattro prigionieri sovietici il giorno dell'occupazione di Białystok: Friedrich Rondholz;
- Omicidio di un uomo ebreo durante la perquisizione del centro della città di Białystok: Heinrich Schneider; favoreggiamento: agente Rudolf Hermann Ihrig;
- Assassinio di tre anziani ebrei durante la perquisizione del centro della città di Białystok: Heinrich Schneider;
- Assassinio di un altro uomo ebreo durante la perquisizione del centro della città di Białystok: Heinrich Schneider;
- Omicidio di almeno 10 persone durante il rastrellamento degli ebrei il 27 giugno 1941: Wilhelm Schaffrath;
- Omicidio di almeno 13 uomini durante il rastrellamento di ebrei del 27 giugno 1941: Hans Behrens, Friedrich Rondholz;
- Tentato omicidio di un uomo ebreo vicino alla sinagoga di Białystok il 27 giugno 1941: Friedrich Rondholz;
- Assassinio di un numero imprecisato di ebrei mediante fucilazione nel parco del governatorato di Białystok, nel pomeriggio del 27 giugno 1941: Hans Behrens;
- Assassinio di 150-200 ebrei mediante fucilazione in una cava di ghiaia alla periferia di Białystok, nel pomeriggio del 27 giugno 1941: Hans Behrens;
- Assassinio di almeno 700 persone in relazione a un incendio doloso particolarmente grave, bruciando la Grande Sinagoga di Białystok il 27 giugno 1941: Rolf-Joachim Buchs, Konrad Eberhard, Friedrich Fuchs, Josef Herweg, Rudolf Hermann Ihrig, Wilhelm Leinemann, Wilhelm P., Karl Schütte e Wilhelm T.;
- Assassinio di almeno 25 persone in un villaggio della regione di Dobryanka, nel luglio o agosto 1941: Karl M., Wilhelm Schaffrath, Heinrich Schneider.[7]

### Prima udienza
A causa del gran numero di imputati e dei loro avvocati difensori, il processo non si svolse nell'aula del tribunale distrettuale di Wuppertal, ma nell'ex sala banchetti (stanza 300) della sede della polizia di Wuppertal. In quanto ex topografia del terrore, la sede provvisoria del tribunale non era esente da contaminazioni precedenti: l'edificio, consegnato per l'uso nel 1939, fu la sede regionale di tutte le autorità di persecuzione naziste fino al 1945.
Il processo iniziò il 10 ottobre 1967 e durò 41 giorni, tra l'ottobre 1967 e il marzo 1968. Il primo giorno del processo, il procedimento contro Hans Behrens fu interrotto a causa della sua impossibilità di essere interrogato e ascoltato. L'inizio del processo ricevette un'intensa copertura mediatica fin dall'inizio, anche a livello nazionale. Tre quotidiani locali riportarono ogni giorno del processo con notevole impegno e dettaglio. Tuttavia, l'interesse dei media nazionali si spostò rapidamente sul processo contro il sadico assassino di bambini Jürgen Bartsch, che si stava svolgendo nello stesso periodo presso il tribunale distrettuale di Wuppertal.
Heinrich Schneider fu nuovamente arrestato il secondo giorno del processo a causa di una dichiarazione incriminante di un ex compagno in aula e si impiccò in prigione pochi giorni dopo, il 14 ottobre 1967. Oltre a Schneider, diversi altri partecipanti al processo, sia testimoni che imputati, furono arrestati in aula. Particolarmente impressionanti furono le testimonianze di sei ebrei sopravvissuti, alcuni di loro erano arrivati da Israele e i loro racconti personali rafforzarono le descrizioni dei crimini che erano già riportate altre volte.
Il primo processo principale davanti alla corte distrettuale si concluse il 12 marzo 1968 con la condanna all'ergastolo di Rolf-Joachim Buchs, Wilhelm Schaffrath e Friedrich Rondholz; Rondholz ricevette anche una condanna a quattro anni di reclusione, a cui fu accreditato il periodo di custodia cautelare (caso n. 12 Ks 167). Le motivazioni della sentenza durarono tre ore e fecero impressione a molti osservatori del processo.
Per sei imputati, la sentenza stabilì la colpevolezza per complicità in omicidio in relazione all'incendio della Grande Sinagoga di Białystok in combinazione con un incendio doloso particolarmente grave, ma non è stata comminata alcuna pena ai sensi dell'articolo 47 del Codice penale militare del Reich tedesco in vigore all'epoca del reato:
I. Wird durch die Ausführung eines Befehls in Dienstsachen ein Strafgesetz verletzt, so ist dafür der befehlende Vorgesetzte allein verantwortlich. Es trifft jedoch den gehorchenden Untergebenen die Strafe des Teilnehmers

1. wenn er den erteilten Befehl überschritten hat, oder

2. wenn ihm bekannt gewesen ist, dass der Befehl des Vorgesetzten eine Handlung betraf, welche ein allgemeines oder militärisches Verbrechen oder Vergehen bezweckte.

II. Ist die Schuld des Untergebenen gering, so kann von seiner Bestrafung abgesehen werden.“

– Militärstrafgesetzbuch nebst Kriegssonderstrafrechtsverordnung. Erläutert von Erich Schwinge. 6. Aufl., Berlin Junker und Dünnhaupt Verlag, 1944, S. 100.»
In un articolo del quotidiano Die Welt, il presidente Simgen ha spiegato le ragioni della sua decisione a favore dell'impunità:
Nel caso dell'imputato Rolf-Joachim Buchs, la sentenza superò di gran lunga la richiesta dell'accusa: l'accusa aveva chiesto 10 anni di reclusione anche nel suo caso per complicità in omicidio e incendio doloso particolarmente grave, la giuria ha ritenuto Buchs un complice dell'omicidio degli ebrei nella sinagoga, in quanto avrebbe potuto impedire o porre fine all'esecuzione del crimine in qualsiasi momento in virtù della sua autorità. Nel verdetto fu caratterizzato come "vanitoso, deliberativo, freddo, distaccato e arrogante, duro con i subordinati e tenero con i superiori" e, secondo il presidente Simgen, i periti e la giuria, agì in modo calcolatore e "per motivi di base". In linea con l'atteggiamento del governo dell'epoca, che considerava gli ebrei "subumani inutili, spregevoli e odiosi", egli vedeva soprattutto svantaggi "per la sua reputazione personale e per il suo avanzamento" nell'intervenire contro i reati e non si aspettava di essere ritenuto penalmente responsabile.
Tre imputati sono stati assolti.

#### Revisione
Al verdetto seguirono i ricorsi di quattro imputati e del pubblico ministero alla Corte Suprema Federale, che il 13 maggio 1971 annullò il verdetto per gli imputati che avevano presentato ricorso. I motivi erano la constatazione che uno dei giurati del primo processo era stato temporaneamente dichiarato incompetente molti anni prima e quindi non era idoneo a sostenere il processo, e la prescrizione dell'accusa di complicità in omicidio contro il terzo imputato, Friedrich Rondholz (caso n. 3 StR 337/68).

### Seconda udienza
Il nuovo processo contro due degli imputati si svolse a partire dal marzo 1973 davanti al Tribunale regionale di Wuppertal e si concluse il 24 maggio con la condanna per complicità in omicidio con pene detentive di quattro anni per Rolf-Joachim Buchs e sei anni per Wilhelm Schaffrath (caso n. 812 Ks 1/67 (14/71 S)).
Uno dei motivi della riduzione significativa della pena fu la legge introduttiva alla legge sugli illeciti amministrativi (EGOWiG) approvata nel frattempo. Con questa norma secondaria per i reati amministrativi semplici, che oggi è considerata nella magistratura uno scandalo per la prescrizione, redatta dall'ex membro nazista della magistratura Eduard Dreher nell'ambito del suo lavoro presso il Ministero federale degli Interni, fu introdotta per vie traverse una prescrizione per la maggior parte dei reati di omicidio nazista, in gran parte inosservata e in parte tollerata dai colleghi e dal Bundestag, che aveva approvato la legge il 10 maggio 1968, e presumibilmente anche con la piena intenzione dell'autore. Secondo l'attuale situazione legale, una condanna per omicidio non era più possibile in quel momento, come stabiliva la legge all'Articolo 1 No. 6:"In assenza di particolari caratteristiche personali, relazioni o circostanze che giustifichino la responsabilità penale dell'autore, la sua pena sarà mitigata in conformità con le disposizioni sulla punizione".
Queste particolari caratteristiche personali non potevano essere effettivamente provate contro l'imputato, per cui la condanna per omicidio non poteva essere pronunciata a causa della prescrizione, ma solo per reati non ancora prescritti. Anche le pene detentive non ancora scontate in carcere furono sospese con la condizionale. Il giornale NRZ an Rhein und Ruhr, che accompagnò il processo, commentò sarcasticamente: "Colpevole, ma libero!". Nonostante la pena irritualmente bassa, tuttavia, la corte chiarì di essersi occupata intensamente degli eventi del crimine e del coinvolgimento personale nel reato. Le motivazioni del verdetto furono attente e si sforzarono visibilmente di essere appropriate, ma non poterono evitare la nuova situazione giuridica, tanto che furono inserite valutazioni sorprendentemente bizzarre. Secondo quest'ultima, Buchs non aveva agito come esecutore, ma solo con l'atteggiamento interiore di un complice, "poiché non voleva compiere l'omicidio degli ebrei come atto proprio, ma voleva solo sostenerlo"; le sue motivazioni non erano quindi basate su motivi di base, in particolare l'odio razziale, ma su una "debolezza del carattere, per non subire egli stesso alcuno svantaggio", analogamente alla prima sentenza.
Questo verdetto è diventato giuridicamente vincolante con un'ordinanza della Corte federale di giustizia del 29 gennaio 1975 (caso n. 30 StR 193/74). Il procedimento contro Friedrich Rondholz, accusato solo di aver partecipato alla fucilazione di prigionieri di guerra sovietici durante l'invasione di Białystok, è stato archiviato dal Tribunale regionale di Darmstadt il 25 febbraio 1977 a causa della sua permanente incapacità di sostenere il processo (caso n. 2 Ks 1/75).

### Conclusioni e conseguenze
Un risultato importante del processo di Wuppertal è considerato la confutazione delle affermazioni difensive degli assassini, secondo cui avrebbero agito su "ordini dall'alto". Il primo processo ha rivelato che i condannati non si limitarono a eseguire gli ordini ma dimostrarono una grande dose di iniziativa e spesso andarono oltre quanto richiesto nelle loro azioni.
Nei procedimenti preliminari contro gli imputati e nel processo a Wuppertal, è emerso che non sono state solo le unità della Polizia di Sicurezza e del Servizio di Sicurezza del Reichsführer-SS a commettere gli omicidi di massa. Tuttavia, il ruolo della Wehrmacht, a cui il Battaglione di Polizia 309 era subordinato durante la sua permanenza nel distretto di Białystok, è rimasto poco chiaro.
Sebbene il processo di Wuppertal si sia concluso in modo deludente per la sentenza, è stato assolutamente esemplare sotto molti aspetti. Le indagini della Procura e il primo processo del 1967-1968 possono quindi essere considerati un tentativo ampiamente riuscito di indagare e perseguire con mezzi giudiziari i crimini di violenza nazionalsocialisti. Il processo anticipò molte delle controversie e dei dibattiti che, tre decenni più tardi, avviarono il processo di presa di coscienza da parte della società che l'assassinio degli ebrei non era l'atto di pochi singoli autori, ma poteva essere avvenuto solo con la partecipazione e il coinvolgimento di ampie fasce della popolazione: la società degli anni Sessanta non era né sinceramente disposta né interiormente preparata a utilizzare il processo come un'opportunità di autovalutazione critica.

## Tribunali

### Tribunale regionale di Monaco I, 1961
Cinque capi dell'Einsatzkommando 8 dell'Einsatzgruppe B hanno dovuto rispondere al Tribunale Regionale di Monaco I di migliaia di fucilazioni, in particolare degli ebrei, durante i primi sei mesi di guerra del 1941. Le accuse includevano due fucilazioni di ebrei maschi di età compresa tra i 18 e i 65 anni nel distretto di Białystok, avvenute all'inizio del luglio 1941. Il numero esatto degli assassinati non è noto, ma le vittime furono almeno 800 nella prima sparatoria e almeno 100 nella seconda. I verdetti furono annunciati il 21 luglio 1961. Il capo dell'Einsatzgruppe 8, Otto Bradfisch, fu condannato a dieci anni di prigione per aver favorito 15.000 omicidi comuni. Wilhelm Schulz ricevette 7 anni e Oskar Winkler 3 anni e mezzo di prigione, mentre altri due imputati furono assolti (caso n. 22 Ks 1/61).

### Tribunale regionale di Friburgo, 1963
In un procedimento penale dinanzi al Tribunale regionale di Friburgo, tre imputati membri del Battaglione di polizia 322 furono accusati di numerosi crimini di omicidio. Gli imputati, l'aiutante di battaglione Josef Uhl, il comandante della 3ª compagnia, Gerhard Riebel, e il capo plotone del 2º plotone della 1ª compagnia, Heinz Gerd Hülsemann, furono assolti il 12 luglio 1963. L'appello dell'ufficio del pubblico ministero in merito alle assoluzioni di Riebel e Hülsemann fu respinto da una sentenza della Corte federale di giustizia del 14 gennaio 1964.
Con esplicito riferimento alle assoluzioni di Friburgo e alla loro conferma da parte della Corte Federale di Giustizia, il 2 febbraio 1972 il Tribunale Regionale di Darmstadt archiviò il procedimento penale contro diciannove membri del Battaglione di Polizia 322 e un membro delle SS e della Polizia in Russia e il 2 ottobre 1972 il procedimento contro altri due membri del battaglione di polizia. L'invocazione della necessità di comando o della necessità putativa, che era stata concessa ai capi unità, deve essere applicata anche ai gradi della squadra (caso n. 2 Js 37665).

### Tribunale distrettuale di Kiel, 1964

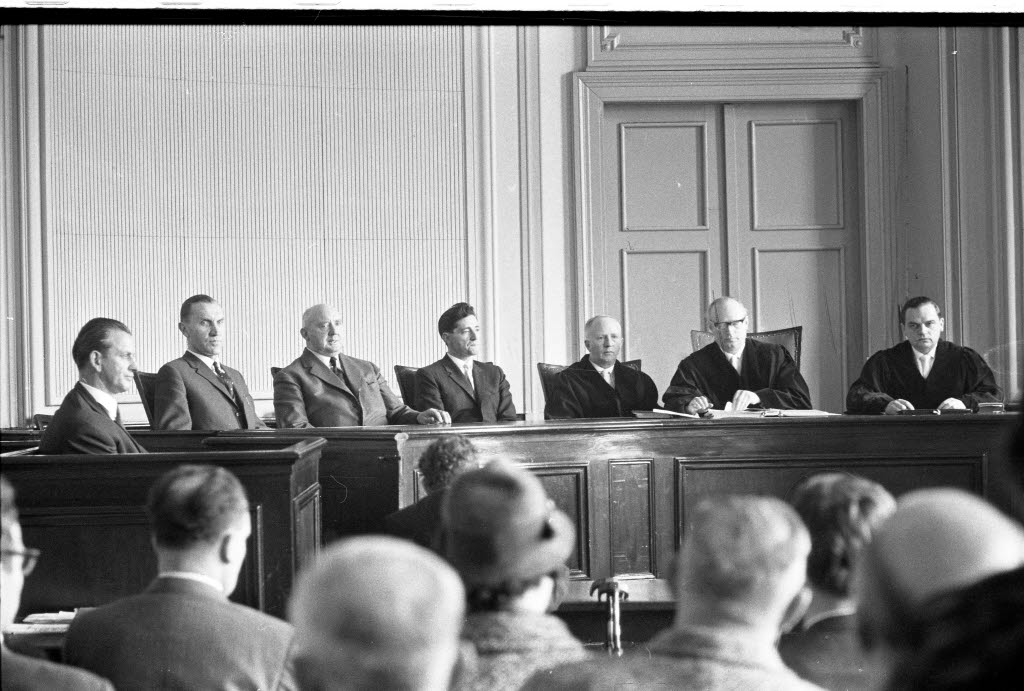
Verdetto contro Graalfs a Kiel, 1964

Il Tribunale regionale di Kiel processò Hans Graalfs che, in qualità di capo del plotone Waffen-SS dell'Einsatzkommando 8 dell'Einsatzgruppen B, fu coinvolto in migliaia di fucilazioni all'inizio dell'estate del 1941. I reati di cui era accusato includevano la fucilazione degli ebrei nel distretto di Białystok. Graalfs fu condannato a tre anni di carcere l'8 aprile 1964 per concorso in omicidio comune in 760 casi (caso n. 2 Ks 164). Il verdetto divenne definitivo con una decisione della Corte Suprema Federale il 16 febbraio 1965 (caso n. 5 StR 425/64).

### Tribunale distrettuale di Bochum, 1968
Nel 1968, il Tribunale distrettuale di Bochum processò i comandanti della 2ª Compagnia, Hermann Kraiker, e della 3ª Compagnia, Otto Petersen, nonché altri otto membri del Battaglione di polizia 316 per diversi crimini di omicidio, tra cui la fucilazione di massa di ebrei nel distretto di Białystok nel luglio 1941. Il processo si concluse il 5 giugno 1968 con l'assoluzione perché gli imputati non furono in grado di confutare la presunta necessità del comando (caso n. 15 Ks 1/66).

### Tribunale distrettuale di Colonia, 1964
Il Tribunale distrettuale di Colonia ha condotto un procedimento penale contro Werner Schönemann, accusato di essere stato coinvolto nella fucilazione di centinaia di ebrei, uomini, donne e bambini, nonché dei prigionieri di guerra sovietici e funzionari comunisti, in qualità di membro di un sottocomando dell'Einsatzkommando 8 dell'Einsatzgruppen B durante i primi tre mesi di guerra in Russia. Alcuni dei reati di cui era accusato furono commessi nel distretto di Białystok. Il 12 maggio 1964, Schönemann fu condannato a sei anni di prigione per aver favorito l'omicidio congiunto di 2.170 persone in 12 casi (caso n. 24 Ks 1/63).

### Tribunale regionale di Colonia, 1968
Il processo penale contro Heinz Errelis e Kurt Wiese, il capo e un membro della sezione di Hrodna del comandante della polizia di sicurezza e dello SD nel distretto di Białystok, si svolse anche davanti al Tribunale regionale di Colonia. Wiese fu condannato all'ergastolo più dieci anni per omicidio il 27 giugno 1968, Errelis fu assolto (caso n. 24 Ks 1/67 (Z)). Il verdetto contro Wiese fu confermato dalla Corte Suprema Federale il 6 agosto 1969 (caso n. 2 StR 210/69). Wiese fu rilasciato il 24 marzo 1986.

### Tribunale distrettuale di Amburgo, 1975
Georg Michalsen e Otto Hantke, due membri dello staff delle SS e capo della polizia di Lublino, dovevano rispondere al Tribunale distrettuale di Amburgo. Furono accusati della deportazione di almeno 300.000 ebrei nel campo di sterminio di Treblinka e di altri crimini. Tra i deportati c'erano almeno 15.000 ebrei che furono deportati nei campi di sterminio di Auschwitz e Treblinka o in campi di lavoro forzato nel distretto di Lublino durante l'"evacuazione" del ghetto di Bialystok nell'agosto 1943. Michalsen è stato condannato a 12 anni di carcere il 25 luglio 1975, Hantke all'ergastolo (rif. (50) 23/73).